# Sadie McKee
Sadie McKee ist ein US-amerikanischer Spielfilm mit Joan Crawford unter der Regie von Clarence Brown aus dem Jahr 1934. Der Film ist ein gutes Beispiel für die exzellenten Produktionswerte, die MGM zur Verfügung standen.

## Handlung
Sadie McKee arbeitet mit ihrer Mutter zusammen als Hausangestellte für die wohlhabende Familie Alderson. Der Sohn ihrer Arbeitgeber, Michael Alderson, liebt Sadie schon von Kindheit an. Die Standesunterschiede verhindern, dass er ihr seine Gefühle gesteht. Eines Tages lernt die naive Sadie den leichtlebigen Playboy Tommy Wallace kennen. Beide brennen nach New York durch, wo sich rasch herausstellt, was für ein windiger Charakter Tommy in Wirklichkeit ist. Gerade als Sadie aus dem Haus geht, um einen Termin beim Standesamt zu machen, wird Tommy von Dolly verführt, einer Vaudevillekünstlerin. Als Sadie freudestrahlend vom Standesamt heimkehrt, ist Tommy bereits auf und davon mit Dolly. Sadie ist schwer getroffen, doch das Leben geht weiter und sie nimmt den Job als Tänzerin in einem Nachtclub an. Kurze Zeit später lernt sie einen der Gäste, den alkoholkranken Millionär Jack Brennan, kennen, der Sadie gegenüber einem aufdringlichen Verehrer beisteht. Brennan verliebt sich in Sadie und beide heiraten. Die ersten Monate der Ehe verlaufen gut. Sadie versucht, Jack von seiner Trunksucht abzubringen. Doch eines Abends, in einem eleganten Club, trifft Sadie wieder auf Tommy, der mit Dolly eine Revuenummer aufführt. Zwischen beiden funkt es erneut. Gerade als Sadie bereit ist, Jack zu verlassen, erfährt sie von dessen Arzt, dass er nur noch sechs Monate zu leben habe, wenn er nicht sofort mit dem Trinken aufhört. Sadie nimmt die Aufgabe an und schafft es tatsächlich, ihren Mann von seiner Sucht zu heilen. Plötzlich steht Michael Alderson in der Tür. Er liebt Sadie, die jedoch Tommy liebt, der von Dolly in der Zwischenzeit verlassen worden ist. Nach einigem Hin und Her findet Sadie Tommy, der unmittelbar danach in ihren Armen an Tuberkulose stirbt. Endlich bringt Sadie Ordnung in ihr Gefühlsleben. Sie verlässt Jack und findet Glück und Geborgenheit bei Michael.

## Hintergrund
Joan Crawford war noch in Stummfilmtagen als Darstellerin ausgelassener Mädchen, sog. Flapper in einer Serie von leichten Romanzen zum Ruhm gelangt. Zu Beginn der 1930er konnte sie ihren Status als Star durch den Rollenwechsel hin zur Heldin tränenreicher Melodramen weiter konsolidieren. Meist war Crawford als ambitionierte Frau zu sehen, die aus eigener Kraft die widrigen Umstände meistert und so den sozialen Aufstieg schafft und/oder durch Hartnäckigkeit ihr Glück mit einem Mann gegen jedes Vorurteil erkämpft. Nach 1933 spezialisierte sich die Schauspielerin auf die Darstellung wohlhabender Frauen, die romantische Verwicklungen zwischen zwei Männern erlebt und am Ende das wahre Glück findet, vorzugsweise in den Armen von Clark Gable. Sadie McKee ist ein typisches Beispiel für diese mit viel Aufwand produzierten Filme. Crawford durchlebte die emotionalen Krisen in einer nicht endenwollenden Abfolge von spektakulären Kostümen des MGM-Chefdesigners Gilbert Adrian mit ständig wechselnden Frisuren und vor opulenten Studiokulissen, die allesamt von Cedric Gibbons entworfen wurden. Die Kameraführung tauchte die Szenen mittels des von MGM bevorzugten weichen Oberlichts in eine luxuriöse, weich gezeichnete Aura von Wohlstand und Gediegenheit.
Sadie McKee war Crawfords dritter Film mit Franchot Tone, der bereits in Today We Live und Ich tanze nur für Dich in Nebenrollen an ihrer Seite gespielt hatte. Hier ist er zum ersten Mal der Mann, der mit Crawford am Ende vor dem Traualtar steht. Die beiden Schauspieler hatten zu der Zeit bereits eine Affäre, die 1935 tatsächlich in einer Ehe mündete. In dem Film Was geschah wirklich mit Baby Jane? von 1962 sitzt Joan Crawford als Blanche Hudson, einem ehemaligen Filmstar, der jetzt auf einen Rollstuhl angewiesen ist, vor dem Fernseher und sieht einen ihrer alten Erfolge im Fernsehen. Die Ausschnitte, die dabei verwendete, stammen aus Sadie McKee. Leo G. Carroll gab in dem Film sein Leinwanddebüt. Der Film kam in Österreich unter dem Titel Abenteuer einer schönen Frau in den Verleih.
Die Schauspielerin war mit sich und ihrer Darstellung noch Jahrzehnte später im Reinen, wie sie gegenüber Roy Newquist bekannte:

„'Alles an "Sadie McKee" war richtig--Gene Raymond, Franchot Tone, das Drehbuch, die Regie von Clarence Brown, Adrians Kostüme.“

## Kinoauswertung
Der Film kam am 9. Mai 1934 in den nationalen Verleih. Kosten von 612.000 US-Dollar machten aus Sadie McKee eine überdurchschnittlich teure MGM-Produktion. Er spielte in den USA mit 838.000 US-Dollar deutlich weniger ein als der vorherige Erfolg Ich tanze nur für Dich oder der kurze Zeit später in den Verleih gekommene Film In goldenen Ketten. Mit den Auslandseinnahmen von 464.000 US-Dollar und einem kumulierten Gesamtergebnis von 1.302.000 US-Dollar konnte das Studio am Ende einen für einen Crawford-Film unterdurchschnittlichen Gewinn von 226.000 US-Dollar realisieren.

## Kritiken
Die meisten Kritiker waren wohlwollend gegenüber den Stars, bemängelten jedoch eine gewisse Unlogik und Banalität des Drehbuchs.
Marguerite Tazelaar rezensierte Sadie McKee für die New York Herald Tribune:

„Mr. Brown hat sich bei seiner Regie einer Emotionalität bedient, die dem Film gleichermaßen befördert wie sie ihn behindert. Sie hilft, die Geschichte aufregend, lebendig und anregend zu gestalten. Sie behindert dadurch, dass sie die Mängel der Story in der Logik, deren Konfusion und Künstlichkeit betont. [...].Miss Crawford scheint ein wenig fehlbesetzt in der Rolle der naiven Unschuld, aber sie liefert einen exzellenten Job als Sadie ab und ist in einigen Szenen auch bewegend.“

Das Branchenfachblatt Hollywood Reporter kam direkt auf den Punkt:

„Gut gemachter Film [...] perfekt für das Publikum [...] gut zugeschnitten auf die Talente von Miss Crawford [...] der Stoff, nach dem die Fans verlangen [...] ein Kracher für die weiblichen Fans.“